# Liste der Naturdenkmale im Landkreis Meißen
Die Liste der Naturdenkmale im Landkreis Meißen enthält die Naturdenkmale im Landkreis Meißen in Sachsen.

„Naturdenkmäler sind rechtsverbindlich festgesetzte Einzelschöpfungen der Natur oder entsprechende Flächen bis zu fünf Hektar, deren besonderer Schutz erforderlich ist
1. aus wissenschaftlichen, naturgeschichtlichen oder landeskundlichen Gründen oder
2. wegen ihrer Seltenheit, Eigenart oder Schönheit.“

„§ 18 – Naturdenkmäler – (zu § 28 BNatSchG)
(1) Die Erklärung nach § 22 Abs. 1 BNatSchG von Teilen von Natur und Landschaft als Naturdenkmal erfolgt durch Rechtsverordnung oder Einzelanordnung.
(2) Über § 28 Abs. 1 BNatSchG hinaus können Naturdenkmäler zur Sicherung von Lebensgemeinschaften oder Lebensstätten von im Bestand gefährdeten oder streng geschützten Arten festgesetzt werden.“

## Liste
Die Liste ist in Teillisten für die 28 Städte und Gemeinden im Landkreis aufgeteilt.

Städte und Gemeinden im Landkreis Meißen

- Liste der Naturdenkmale in Coswig (Sachsen)
- Liste der Naturdenkmale in Diera-Zehren
- Liste der Naturdenkmale in Ebersbach (bei Großenhain)
- Liste der Naturdenkmale in Glaubitz
- Liste der Naturdenkmale in Gröditz
- Liste der Naturdenkmale in Großenhain
- Liste der Naturdenkmale in Hirschstein
- Liste der Naturdenkmale in Käbschütztal
- Liste der Naturdenkmale in Klipphausen
- Liste der Naturdenkmale in Lampertswalde
- Liste der Naturdenkmale in Lommatzsch
- Liste der Naturdenkmale in Meißen
- Liste der Naturdenkmale in Moritzburg (Sachsen)
- Liste der Naturdenkmale in Niederau
- Liste der Naturdenkmale in Nossen
- Liste der Naturdenkmale in Nünchritz
- Liste der Naturdenkmale in Priestewitz
- Liste der Naturdenkmale in Radebeul
- Liste der Naturdenkmale in Radeburg
- Liste der Naturdenkmale in Riesa
- Liste der Naturdenkmale in Röderaue
- Liste der Naturdenkmale in Schönfeld (Landkreis Meißen)
- Liste der Naturdenkmale in Stauchitz
- Liste der Naturdenkmale in Strehla
- Liste der Naturdenkmale in Thiendorf
- Liste der Naturdenkmale in Weinböhla
- Liste der Naturdenkmale in Wülknitz
- Liste der Naturdenkmale in Zeithain